# Lindos

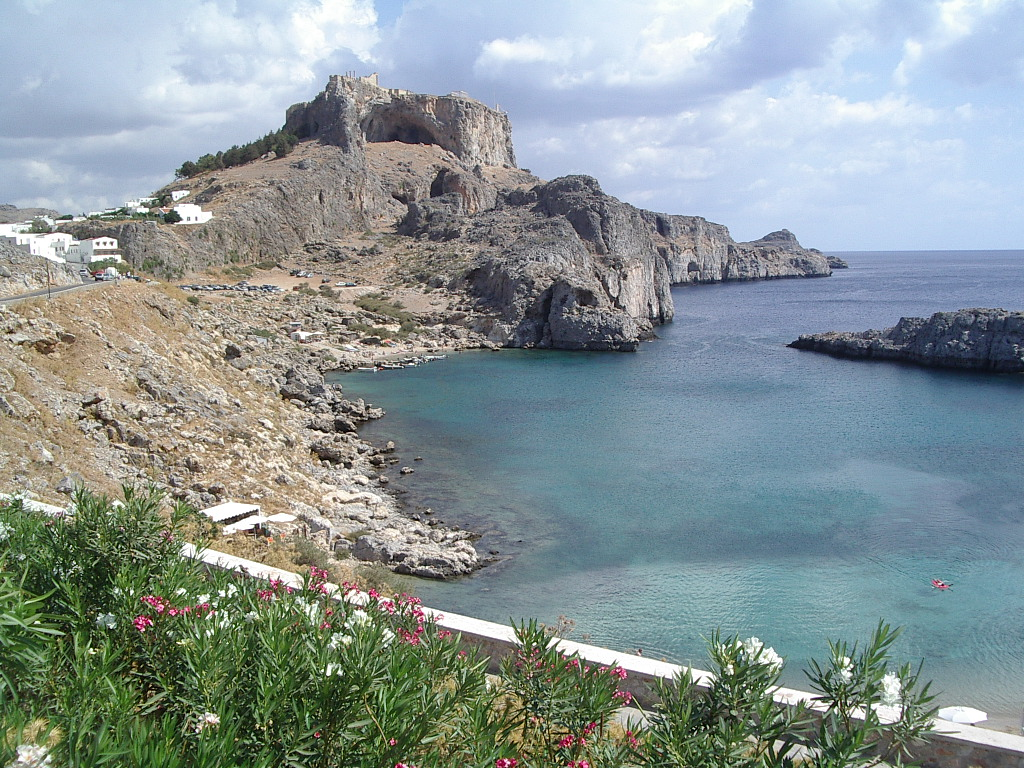
Lindos, a Rodes, amb l'acròpoli, la ciutat i una cala

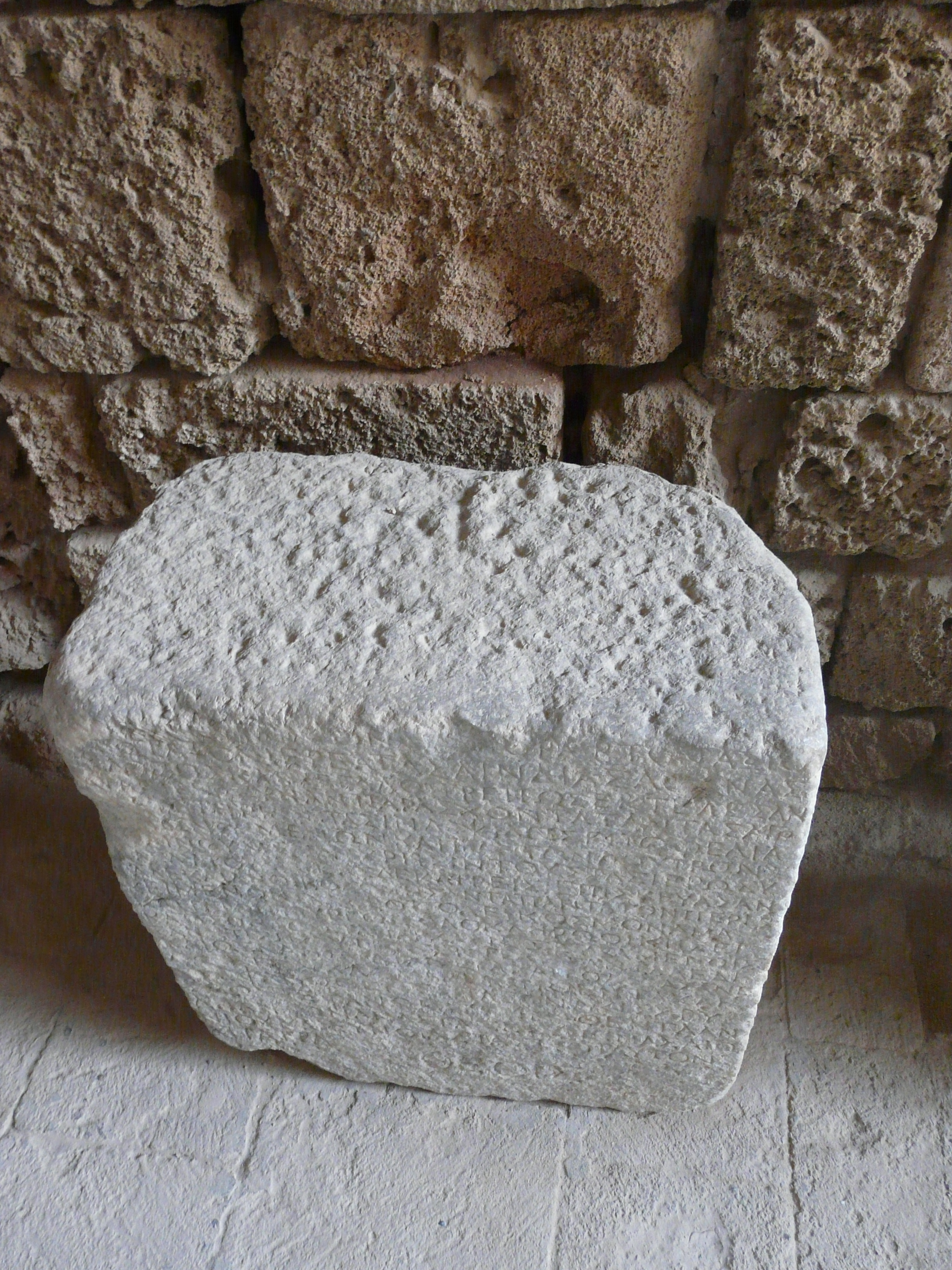
Inscripció en grec

Lindos (en grec: Λίνδος) és una població de l'illa de Rodes que antigament havia estat una de les principals ciutats de l'illa. Està situada a la costa est, prop d'un cap que porta el seu mateix nom. Era una ciutat rica en vi i figues, però passava èpoques d'una gran esterilitat, diu Filòstrat d'Atenes.
Segons Homer, Lindos, Ialisos i Camiros, les tres polis de l'illa, van participar en la Guerra de Troia dirigides per Tlepòlem, tal com diu al Catàleg de les naus de la Ilíada. Els habitants eren doris i les tres ciutats corresponien una a cada tribu dòrica de l'illa.
Es deia que l'havia fundat Lindos, fill de Cèrcaf, un dels Helíades. La ciutat de Lindos va formar part de l'hexàpolis dòrica. En una època anterior a l'any 408 aC, Lindos era una polis, una ciutat independent, i quan es va fundar Rodes gran part de la població i el govern comú es van establir a la nova capital, segons diu Diodor de Sicília. Lindos va perdre la seva importància política, però va mantenir la seva importància des del punt de vista religiós, ja que tenia dos santuaris antics i molt venerats, l'un d'Atena Líndia que suposadament havia construït Dànau o per les seves filles, les Danaides, quan van fugir d'Egipte. I un altre d'Hèracles, que tenia una pintura de Parrasi cèlebre pintor. Segons Ateneu de Nàucratis, la ciutat tenia altres pintures de Parrasi. El culte que es donava a Hèracles era conegut pel caràcter insultant i vexatori que tenien les peticions a l'heroi.
Lindos era el lloc de naixement de Cleobul, un dels Set savis de Grècia.
La moderna Lindos conserva les ruïnes de l'acròpoli, que és un lloc turístic al qual s'accedeix en rucs. També hi ha restes del teatre i de dos temples, el d'Atena Líndia i el de Zeus Polieu. Les cales de la rodalia són d'aigües transparents i d'aspecte meravellós. A la ciutat es va rodar la pel·lícula Els canons de Navarone.